# Evippomma
Evippomma is een geslacht van spinnen uit de familie wolfspinnen (Lycosidae).

## Soorten
De volgende soorten zijn bij het geslacht ingedeeld:
- Evippomma albomarginatum Alderweireldt, 1992
- Evippomma evippiforme (Caporiacco, 1935)
- Evippomma evippinum (Simon, 1897)
- Evippomma plumipes (Lessert, 1936)
- Evippomma simoni Alderweireldt, 1992
- Evippomma squamulatum (Simon, 1898)